# Niederliegende Sumpfkresse
Die Niederliegende Sumpfkresse (Rorippa × anceps (Wahlenb.) Rchb., Syn.: Rorippa anceps, Rorippa prostrata) ist eine Hybride oder Pflanzenart aus der Gattung Sumpfkressen (Rorippa) innerhalb der Familie der Kreuzblütengewächse (Brassicaceae).

## Beschreibung

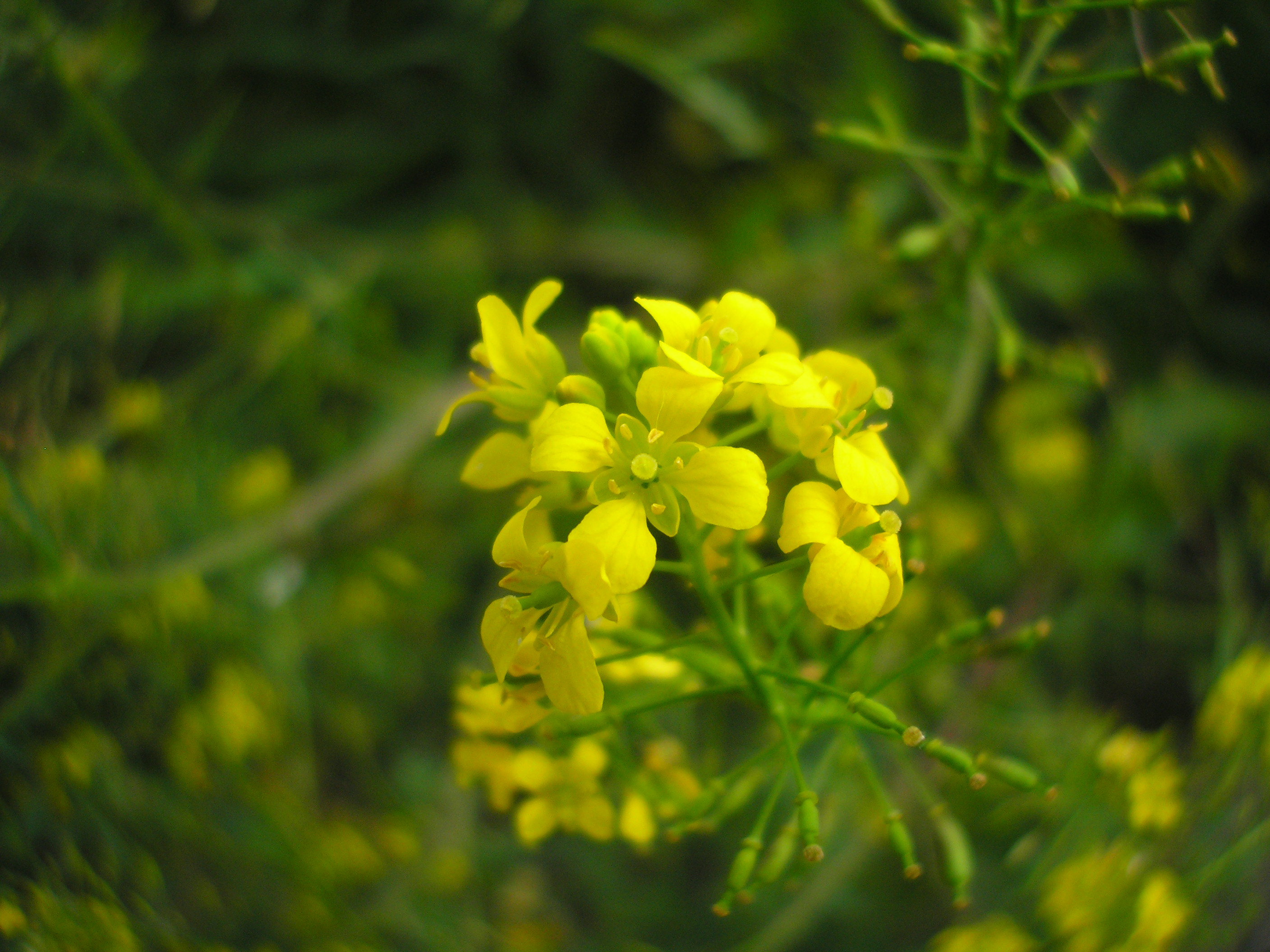
Oberes Ende eines Blütenstandes mit Blüte im Detail

### Vegetative Merkmale
Die Niederliegende Sumpfkresse ist eine ausdauernde krautige Pflanze, die Wuchshöhen von 30 bis 100 Zentimetern erreicht. Ihre Stängel sind aufsteigend oder aufrecht. 
Die unteren Laubblätter sind gestielt und leierförmig fiederteilig, die oberen nur kurzgestielt oder sitzend. Die Laubblätter sind variabel, fiederteilig bis fiederspaltig, selten ungeteilt, meist mit einem großen Endabschnitt. Sie sind bläulich bis dunkelgrün und am Grund undeutlich bis lang geöhrt.

### Generative Merkmale
Die Blütezeit erstreckt sich von Mai bis September. Die Blütenstiele sind 4 bis 6 Millimeter lang und aufrecht abstehend. Die zwittrigen Blüten sind vierzählig. Die Kelchblätter sind eilänglich und hellgelblich-grün. Die vier gelben Kronblätter sind 3,5 bis 5 Millimeter lang, verkehrt eilänglich und zur Basis hin allmählich verschmälert. Die längeren Staubblätter sind fast so lang wie die Kronblätter. Die Fruchtstiele sind waagrecht abstehend oder herabgeschlagen. Die fruchtbaren Schoten sind 5 bis 8, manchmal bis zu 11 Millimeter lang und 1 bis 2,5 Millimeter breit. Der Fruchtgriffel ist 1 bis 2,5 Millimeter lang. Die Narbe ist seicht zweilappig. Die Samen sind 0,6 bis 0,8 Millimeter lang.
Die Chromosomenzahl beträgt 2n = 32.

## Vorkommen
Die Niederliegende Sumpfkresse kommt in den gemäßigten Gebieten Europas vor. Ihr Verbreitungsgebiet erstreckt sich nach Norden bis Südschweden.
Die Niederliegende Sumpfkresse wächst auf nährstoffreichen, meist kalkhaltigen Schlammböden an Ufern mit stark schwankendem Wasserstand; vor allem in Flutrasen und in der Verlandungsvegetation. Sie gilt im Mitteleuropa als Charakterart des Phalaridetum arundinaceae aus dem Verband Magnocaricion, kommt aber auch in Pflanzengesellschaften des Verbands Agropyro-Rumicion vor.
Die ökologischen Zeigerwerte nach Landolt et al. 2010 sind in der Schweiz: Feuchtezahl F = 4w+ (sehr feucht aber stark wechselnd), Lichtzahl L = 4 (hell), Reaktionszahl R = 4 (neutral bis basisch), Temperaturzahl T = 4+ (warm-kollin), Nährstoffzahl N = 4 (nährstoffreich), Kontinentalitätszahl K = 2 (subozeanisch), Salztoleranz 1 = tolerant.